# 888.hu
A 888.hu magyar internetes hírportál volt 2015-től 2023-as megszűnéséig. Az újság a Fidesz álláspontjához volt közel. 2019-től tulajdonosa a KESMA volt.

## Története
A jobboldali hír- és véleményportál 2015. szeptember 18-án indult el G. Fodor Gábor főszerkesztő vezérletével. Jelmondata: „Egyenesen beszélünk.”, később: „Csatlakozz a lázadókhoz!”. Az indulás napján megjelent szerkesztőségi bemutatkozócikkben megemlítik a 888 elnevezésének okait, amelyek közt szerepel Biblia- és Korán-idézet, a Kurejka folyó hossza, a kínaiak szerencseszáma, de a 444.hu-ra való rákontrázás egyszer sem szerepel.
A lap 2016. december 15-én interjút közölt Orbán Viktorral, melyben a miniszterelnök 2017-et a „lázadás évének” nevezte.
2023. február 15-én bejelentették, hogy az önálló 888 megszűnik, a továbbiakban az Origo.hu mellékleteként működik.

## Rovatok
- Piszkostizenkettő – blog- és véleményrovat
- Közeleg a tél – belföld
- Amerika, London, Párizs – külföld
- Big pikcsör – beszélgetések
- Csak neked, csak most – rövid interjúk
- Kinyílott a pitypang – vélemények
- Hajrá, magyarok! – sport
- Sivalkodjatok! – véleményszemle
- Egy soros, egy fordított – a Big pikcsörhöz hasonló beszélgetések, de kizárólag politikáról
- 8)8)8 – fotó, videó és karikatúra
- Szabad vasárnap – kultúra
- Century-on – tudomány, technika
- Bulvár – bulvár
- 889 – olvasói vélemények, cikkek
- Century-on – tudomány, technika
- V-nyolcas – autó, motor
- 7:59 – a nap három legfontosabb híre, reggel és este[forrás?]